# 手児奈
手児奈（てこな）とは、真間（現:千葉県市川市真間）に奈良時代以前に住んでいたとされる女性の名前。「手古奈」、「手児名」などとも表記する。

## 概要
一つの説によると、手児奈は舒明天皇の時代の国造の娘で、近隣の国へ嫁いだが、勝鹿の国府と嫁ぎ先の国との間に争いが起こった為に逆恨みされ、苦難の末、再び真間へ戻った。しかし、嫁ぎ先より帰った運命を恥じて実家に戻れぬままとなり、我が子を育てつつ静かに暮らした。だが、男達は手児奈を巡り再び争いを起こし、これを厭って真間の入り江に入水したと伝えられている。古くから語られていた伝説が、この地に国府がおかれた後、都にも伝播し、万葉集の歌人たち（山部赤人・高橋虫麻呂）の想像力をかきたてたとされている。
山部赤人
高橋虫麻呂
天平9年（737年）に行基がその故事を聞き、手児奈の霊を慰めるために弘法寺を開いた。現在は手児奈霊神堂に祀られている。また、亀井院には手児奈が水汲みをしていたとされる井戸が現存している。
市川市の市歌の『市川賛歌』（宗左近作詞、三善晃作曲）の副題としての『透明の芯の芯』の歌詞の中に、手児奈伝説にまつわる内容も描かれている。